# Tropicalismo
Il tropicalismo, conosciuto anche come Tropicália o movimento tropicalista, è stato un movimento musical-culturale sviluppatosi in Brasile negli anni sessanta del XX secolo, ad opera di un gruppo di musicisti e artisti, tra cui Caetano Veloso, Gilberto Gil, Gal Costa, Tom Zé, Rita Lee e il gruppo Os Mutantes.
Il movimento, che spaziava tra diversi ambiti quali poesia, musica e teatro, era influenzato dalla poesia concreta, una corrente di poesia d'avanguardia brasiliana, che vede tra i suoi esponenti Augusto de Campos, Haroldo de Campos e Décio Pignatari.
Il tropicalismo viene tuttavia comunemente associato quasi esclusivamente a quel tipo di espressione musicale diffusasi inizialmente in Brasile e successivamente in tutto il mondo. La musica del tropicalismo, anch'essa nata alla fine degli anni sessanta, annoverava diverse influenze, tra le quali bossa nova, rock and roll, folk, musica africana, musica sperimentale e fado.

## Storia

### Inizi
All'inizio il tropicalismo non era solamente un movimento musicale: era presente anche nelle arti visive del Brasile degli anni sessanta, grazie agli artisti Hélio Oiticica, Lygia Clark, Rogério Duprat e Antônio Dias. Il termine Tropicália deriva da un'espressione artistica di Hélio Oiticica. È importante notare che uno dei concetti culturali del movimento tropicalista era l'antropofagia, ovvero il cannibalismo culturale e musicale di tutte le società, un cannibalismo che intendeva ispirarsi a tutti i tipi di generi, creando qualcosa di unico. Il concetto di "antropofagia", così come fu inteso dal movimento tropicalista, fu creato dal poeta Oswald de Andrade nel suo Manifesto antropofago del 1928.
Basando le proprie radici sull'innovazione e sulla tolleranza musicale, il movimento tropicalista entra nella musica brasiliana negli anni sessanta. Anche se in quel periodo ebbe vita breve a causa della popolarità del genere musicale del momento, la bossa nova, questo movimento viene onorato dopo il 1985 con la coincidenza del suo venticinquesimo anniversario e il ritorno del Brasile ad un governo democratico. Due dei molti pionieri del genere, Caetano Veloso e Gilberto Gil, produssero il CD Tropicália 2 proprio a questo scopo.
Eravamo gli inventori del Tropicalismo” -scriverà poi Veloso- “e il Tropicalismo aveva conferito al rock'n'roll un'aura di rispettabilità [...] In verità volevamo poter guardare il Brasile da una prospettiva in cui si vedesse, in contemporanea, una “super-Rio internazionale-paulisticizzata”, una “pre-Bahia arcaica” e una “post-Brasilia futuristica.
Molti anni dopo i suoi inizi, il tropicalismo e i suoi pionieri continuano ad essere usati dai musicisti brasiliani come punto di riferimento creativo ed ispirazione musicale.

### Tropicália: ou Panis et Circenses
Il Tropicalismo confermava, quindi, a posteriori, quello che aveva rappresentato il Modernismo postulato da Mario de Andrade e Graça Aranha cinquant’anni prima, e che era esploso con ciò che si poteva sicuramente definire il manifesto musicale del movimento, Tropicália ou Panis et circensis, l’album di Veloso realizzato assieme a Gilberto Gil, Gal Costa, Nara Leão, Rogerio Duprat, il poeta Torquato Neto, e i Mutantes nel 1968. Una vera e propria metafora in note, il cui significato operistico era mutuato dalla Roma imperiale.
Molti artisti tropicalisti si sono ispirati a testi di consapevolezza sociale e di attivismo politico in seguito agli eventi del Brasile del 1964, così come il Cinema Novo brasiliano. Il movimento durò solo pochi anni ed è in parte artefice di quella che ora è conosciuta come la Música Popular Brasileira ("Musica Popolare Brasiliana") o MPB. Dopo vent'anni di lotta per la libertà di espressione e contro la censura artistica, il Brasile ha sperimentato uno sviluppo senza precedenti della musica popolare quando il regime militare cessò nel 1985. Per celebrare i suoi venticinque anni di vita, i tropicalisti lanciarono il loro CD Tropicália 2 nel 1993, come sorta di rielaborazione nostalgica dei loro primi esperimenti.
Tuttavia il periodo del Tropicalismo, le idee della nuova sinistra in materia di emancipazione sessuale, evoluzione dei comportamenti e quant’altro avevano prodotto quegli anni rivoluzionari, assieme al corposo recupero di Hollywood e del Rock and roll, offrivano una visione di enorme diffidenza verso i comunisti ortodossi.
La canzone Haiti, ad esempio, ha ricevuto una grande attenzione da parte degli ascoltatori perché è una canzone molto potente e provocatoria che parla dei problemi sociali di Haiti e del Brasile. L'aver parlato di questi seri "problemi sociopolitici contemporanei come la povertà in rapporto all'etnia (e all'ambiguità dell'identità razziale), la brutalità della polizia e dei militari, la difesa della pena capitale e dell'illiceità dell'aborto da parte dei politici e della chiesa ufficiale, l'assassinio di massa dei bambini senza fissa dimora, l'epidemia dell'AIDS ecc" portò all'incarcerazione dei due fondatori del tropicalismo, Caetano Veloso e Gilberto Gil. A causa delle canzoni a sfondo politico e del riconoscimento della lotta di Haiti e del Brasile contro l'impoverimento, il governo militare del Brasile etichettò questi musicisti come una minaccia politica con un'influenza negativa che avrebbe corrotto i giovani brasiliani. Anche se Gil e Veloso vennero esiliati dal Brasile per quattro anni, furono comunque in grado di ricostruire le loro carriere nel 1974. Altri artisti del tropicalismo sono stati meno fortunati: alcuni subirono la tortura o furono obbligati a subire trattamenti sanitari, in particolare cure psichiatriche. Un tropicalista, il cantautore Torquato Neto, si suicidò proprio in seguito a queste cure.

### Oggi
Anche se originariamente è stato poco conosciuto fuori dal Brasile, il tropicalismo e i suoi artisti hanno avuto una crescente popolarità e hanno influenzato anche musicisti rock e pop quali David Byrne, Beck, Kurt Cobain, Arto Lindsay e Nelly Furtado. Nel 1998, Beck pubblicò Mutations, il cui titolo è un omaggio ai pionieri del tropicalismo, Os Mutantes.
Nel 2002, Caetano Veloso ha pubblicato un saggio dedicato al tropicalismo: Verità tropicale. Musica e rivoluzione nel mio Brasile. La collezione del 1999, Tropicália Essentials, che comprende canzoni di Gil, Veloso, Gal Costa, Tom Zé e Os Mutantes, è un'introduzione al vecchio stile. Altre raccolte sono Tropicalia: Millennium (1999), Tropicalia: Gold (2002) e Novo Millennium: Tropicalia (2005).

## Bibliografia

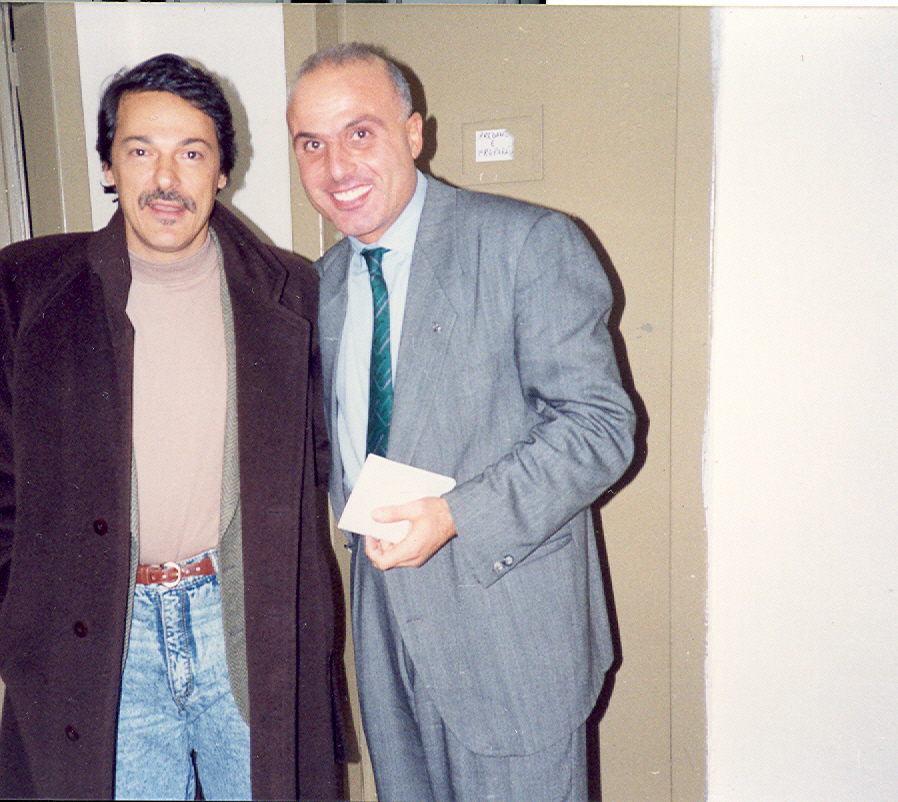
Gildo De Stefano e Toquinho